# Cale Hulse
Cale D. Hulse (* 10. November 1973 in Edmonton, Alberta) ist ein ehemaliger kanadischer Eishockeyspieler, der während seiner aktiven Karriere zwischen 1991 und 2006 unter anderem 620 Spiele für die New Jersey Devils, Calgary Flames, Nashville Predators, Phoenix Coyotes und Columbus Blue Jackets in der National Hockey League auf der Position des Verteidigers bestritten hat. Seinen größten Karriereerfolg feierte Hulse jedoch in Diensten der Albany River Rats mit dem Gewinn des Calder Cups der American Hockey League im Jahr 1995. Seit 2004 ist er mit der Schauspielerin Gena Lee Nolin verheiratet.

## Karriere

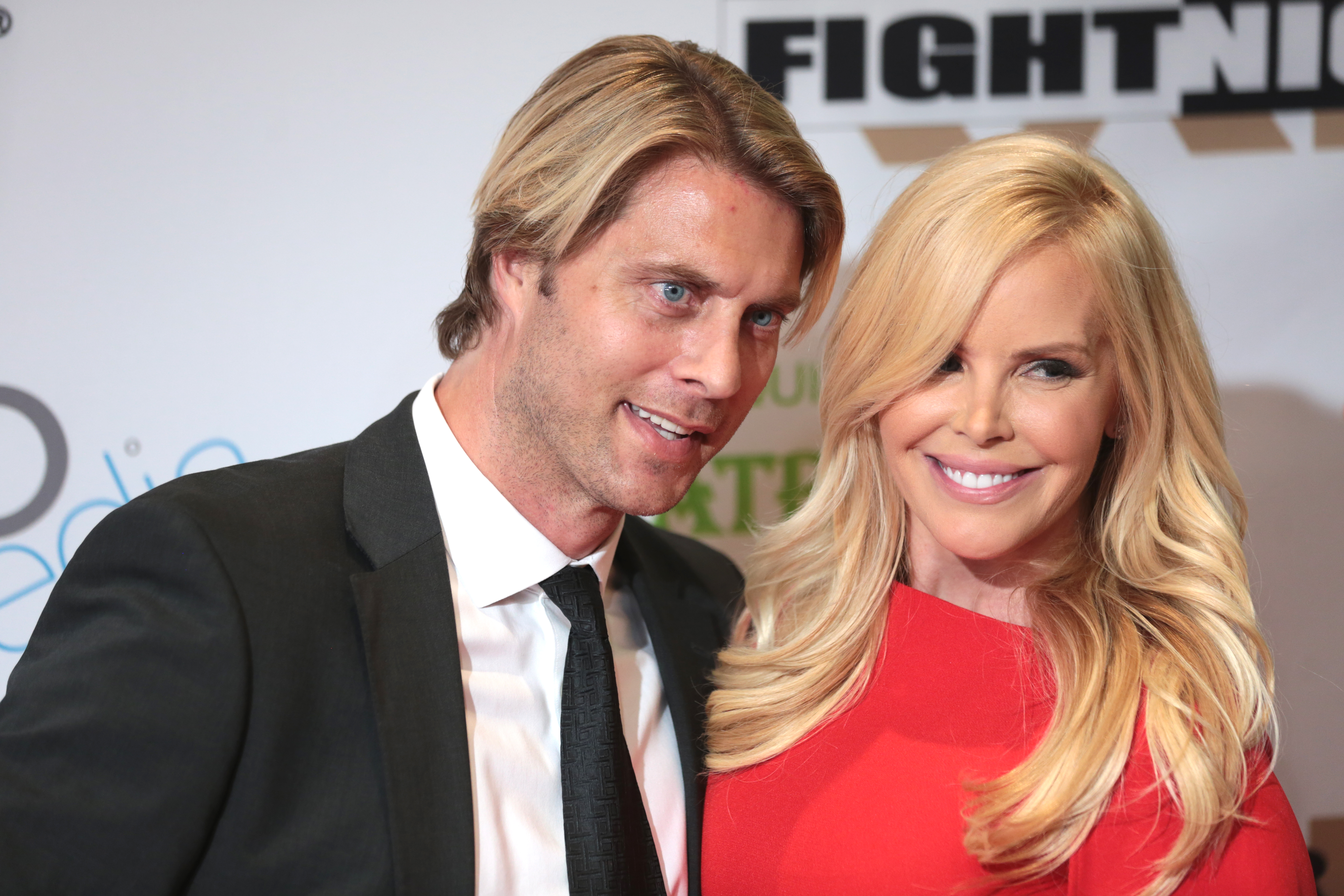
Hulse mit seiner Ehefrau Gena Lee Nolin (2017)

Hulse spielte während seiner Juniorenzeit zunächst bis 1991 in der Alberta Junior Hockey League, ehe er sich bis 1993 den Portland Winter Hawks aus der Western Hockey League anschloss. Während dieser Zeit war er im NHL Entry Draft 1992 in der dritten Runde an 66. Stelle von den New Jersey Devils aus der National Hockey League ausgewählt.
Die Organisation der Devils holte den Verteidiger zur Saison 1993/94 in den Kader ihres Farmteams, den Albany River Rats aus der American Hockey League. Mit diesen gewann er in der Spielzeit 1994/95 den Calder Cup. Im Verlauf des folgenden Spieljahres feierte Hulse sein NHL-Debüt für New Jersey, war aber zuvor weiterhin hauptsächlich für die River Rats aktiv. Im Februar 1996, nachdem er achtmal für die Devils in der NHL gespielt hatte, wurde er schließlich mit Tommy Albelin und Jocelyn Lemieux zu den Calgary Flames transferiert, die im Gegenzug Phil Housley und Dan Keczmer an New Jersey abgaben. In Calgary schaffte der Abwehrmann den Durchbruch und etablierte sich in den folgenden vier Spielzeiten im Kader der Flames. Im März 2000 wurde Hulse mit einem Drittrunden-Wahlrecht im NHL Entry Draft 2001 im Tausch für den Russen Sergei Kriwokrassow an die Nashville Predators abgegeben.
In Nashville kam Hulse erst mit Beginn der Saison 2000/01 zum Einsatz, nachdem er im Vorjahr eine Sprunggelenksverletzung erlitten hatte, und hielt dem jungen Franchise drei Jahre lang die Treue. Nach Auslauf seines Vertrages wechselte er im Sommer 2003 zu den Phoenix Coyotes. Dort verbrachte er die Spielzeit 2003/04. Durch den Komplettausfall der NHL-Saison 2004/05 durch den Lockout war Hulse aufgrund des neuen NHL Collective Bargaining Agreement entbehrlich geworden. Im Oktober 2005 gaben ihn die Coyotes daher mit Michael Rupp und Jason Chimera an die Columbus Blue Jackets ab und sicherten sich im Gegenzug die Dienste von Geoff Sanderson und Tim Jackman. In Columbus konnte sich Hulse aber nicht durchsetzen und wurde bereits Ende Februar 2006 erneut transferiert, als er im Tausch für Cam Severson nach Calgary zurückkehrte. Nachdem er im Sommer 2006 am Trainingslager der Carolina Hurricanes teilnahm, sich dort aber keinen Vertrag erspielen konnte, beendete der Defensivspezialist seine aktive Karriere im Alter von 32 Jahren.

## Erfolge und Auszeichnungen
- 1995 Calder-Cup-Gewinn mit den Albany River Rats

## Karrierestatistik
(Legende zur Spielerstatistik: Sp oder GP = absolvierte Spiele; T oder G = erzielte Tore; V oder A = erzielte Assists; Pkt oder Pts = erzielte Scorerpunkte; SM oder PIM = erhaltene Strafminuten; +/− = Plus/Minus-Bilanz; PP = erzielte Überzahltore; SH = erzielte Unterzahltore; GW = erzielte Siegtore; 1 Play-downs/Relegation; Kursiv: Statistik nicht vollständig)